# Axel Fredrik Cronstedt
Axel Fredrik Cronstedt (23 de diciembre de 1722-19 de agosto de 1765) fue un mineralogista y químico sueco que descubrió el níquel en 1751 como experto en minería de la Dirección de Minas.

## Descubrimiento del níquel
Cronstedt lo describió como kupfernickel. Este nombre se debe a que el mineral tiene una apariencia similar a la del cobre (Kupfer, en alemán) y a que un duende travieso (nickel) que los mineros suponían que era la causa de su incapacidad para extraer el cobre de dicho mineral. Fue discípulo de Georg Brandt, el descubridor del cobalto. Cronstedt es uno de los fundadores de la mineralogía moderna y John Griffin lo describe como el fundador de esta disciplina por su tratado de 1827, A Practical Treatise on the Use of the Blowpipe, sobre el uso del soplete como técnica analítica.

## Descubrimiento de minerales
Cronstedt también descubrió el mineral scheelita en 1751. Llamó tungsten a dicho mineral, que significa "piedra pesada" en sueco. Carl Wilhelm Scheele más tarde sugirió que un nuevo elemento metálico podía ser extraído de este mineral. En inglés, este metal es ahora conocido como el elemento tungsten, y en español es conocido como wolframio.
En 1756, Cronstedt acuñó el término zeolita después de calentar el mineral estilbita con una llama de soplete.
En su memoria en 1821 se nombró cronstedita un nuevo mineral descubierto en esta fecha.

## Distinciones
En 1753, Cronstedt fue elegido miembro de la Real Academia Sueca de Ciencias.